# Río Hondo (Texas)
Río Hondo es una ciudad ubicada en el condado de Cameron en el estado estadounidense de Texas. En el Censo de 2010 tenía una población de 2356 habitantes y una densidad poblacional de 500,64 personas por km².

## Geografía
Río Hondo se encuentra ubicada en las coordenadas 26°14′5″N 97°34′53″O / 26.23472, -97.58139. Según la Oficina del Censo de los Estados Unidos, Río Hondo tiene una superficie total de 4.71 km², de la cual 4.37 km² corresponden a tierra firme y (7.1%) 0.33 km² es agua.

## Demografía
Según el censo de 2010, había 2356 personas residiendo en Río Hondo. La densidad de población era de 500,64 hab./km². De los 2356 habitantes, Río Hondo estaba compuesto por el 90.2% blancos, el 0.51% eran afroamericanos, el 0.3% eran amerindios, el 0.08% eran asiáticos, el 0.04% eran isleños del Pacífico, el 8.06% eran de otras razas y el 0.81% pertenecían a dos o más razas. Del total de la población el 84.47% eran hispanos o latinos de cualquier raza.